# Der Held des Tages (1929)
Der Held des Tages ist eine US-amerikanische Filmkomödie aus dem Jahr 1929 von Melville Brown mit Richard Dix in der Hauptrolle. Der Film wurde von Paramount Famous Lasky produziert und basiert auf dem Theaterstück The Boomerang von Victor Mapes und Winchell Smith. Er wurde in einer stummen sowie in einer Tonversion gedreht.

## Handlung
Der junge Arzt Dr. Gerald Sumner, ein eingefleischter Junggeselle, öffnet seine Praxis und stellt fest, dass er keine Patienten hat, bis ihm eine liebevolle Mutter ihren Sohn Bud Woodbridge bringt, dessen Krankheit Sumner als Liebeskummer diagnostiziert. Bud ist in die wankelmütige Grace Tyler verliebt, die ihn jedoch nicht ernst nimmt. Er befolgt die Anweisungen seines Arztes, sich auf dem Land auszuruhen und destilliertes Wasser zu sich zu nehmen, das ihm von Virginia Moore, Sumners Krankenschwester, verabreicht wird. Weil Virginia in Sumner verliebt ist, kommt sie dem nach, in der Hoffnung, dass seine Wochenendbesuche ihm Liebeskummer bereiten. Grace Tylers Ankunft und ihr Beharren darauf, dass Sumner sie heiratet, verkomplizieren die Sache. Die Situation löst sich, als Sumner zugibt, dass Liebe nicht geheilt werden kann. Er heiratet Virginia und ermutigt Bud, Grace zu heiraten.

## Hintergrund
Gedreht wurde der Film ab dem 29. Juni 1929 in den Paramount-Studios in Hollywood.
Der Film ist ein Remake der 1925 entstandenen Komödie The Boomerang, die von B. P. Schulberg produziert wurde.
Van Nest Polglase oblag die künstlerische Leitung. Henry Hathaway arbeitete als Regieassistent, James Whale als Dialogregisseur.

## Veröffentlichung
Die Premiere des Films fand am 5. Oktober 1929 statt. 1930 kam er in Österreich in die Kinos.

## Kritiken
Die Variety befand, der Film werde von einer guten Besetzung getragen, dessen Dialoge zu zahlreichen spontanen Lachern reizen.
Der Kritiker des TV Guide sah eine langsame Parodie. Nicht viel Spannung, aber gute Darbietungen sorgen für eine gute Wirkung.